# Delosperma seanii-hoganii
Delosperma seanii-hoganii är en isörtsväxtart som beskrevs av Niederle. Delosperma seanii-hoganii ingår i släktet Delosperma, och familjen isörtsväxter. Inga underarter finns listade i Catalogue of Life.